# Franjo Šeper
Franjo Šeper, född 2 oktober 1905 i Osijek i Österrike-Ungern, död 21 oktober 1981 i Rom i Italien var Zagrebs ärkebiskop åren 1960–1969. År 1965 utnämndes han till kardinal och åren 1968–1981 tjänstgjorde han som prefekt vid Troskongregationen där han senare ersättes av Joseph Ratzinger, sedermera påven Benedictus XVI.

## Biografi

### Uppväxt och utbildning
Šeper föddes i Osijek, en stad i dåvarande Österrike-Ungern. År 1910 flyttade familjen till Zagreb. Fadern Vjekoslav var skräddare och hans mor Marija sömmerska. Šeper utbildade sig i Zagreb och läste vid Gregoriana i Rom.

### Det pastorala arbetet
Den 26 oktober 1930 prästvigdes Šeper av den italienska och i Rom tjänstgörande ärkebiskopen Giuseppe Palica. Efter prästvigningen tjänstgjorde Šeper i Zagrebs ärkestift och år 1934 utsågs han till ärkebiskop Alojzije Stepinacs personliga assistent. Den 22 juli 1954 utnämndes han till koadjutor och titulärärkebiskop av Philippopolis. 

### Biskops- och ärkebiskopsämbetet
Šeper efterträdde den 5 mars 1960 Alojzije Stepinac som Zagrebs ärkebiskop och blev därmed ledare av den Romersk-katolska kyrkan i Kroatien. 

### Kardinalatet
Den 22 februari 1965 utsåg den dåvarande påven Paulus VI honom till kardinal inom Romersk-katolska kyrkan och kardinalpräst av Santi Pietro e Paolo a Via Ostiense  i Rom. Som kardinal deltog Šeper vid konklaven år 1978 då Karol Wojtyła valdes till påve.

### Död och eftermäle
Kardinal Šeper avgick som prefekt den 25 november 1981 och dog en månad senare av en hjärtinfarkt. Påven Johannes Paulus II höll hans rekviemmässa. Kardinalens kropp flyttades senare till Zagreb där han begravdes bredvid Stepinac i Zagrebs domkyrka. 
Som tjänstgörande prefekt vid Troskongregationen och därmed en av påvens närmaste män anses Šeper ha varit en av den samtida kyrkans mer framstående personligheter och tillika en av de kroater som positionerat sig högst i den romersk-katolska hierarkin.

### Fotnoter
1. 1 2 3 4 5  Kajinić, Josip. ”Franjo Šeper: An exceptional personality of the Catholic Church in Croatia and the world. On the 30th anniversary of his death.” (på engelska) ( PDF). Kroatiska historiska institutet. http://hrcak.srce.hr/file/126628. Läst 9 december 2013.
2. ↑  Zagrebs ärkestift – Officiell webbplats (kroatiska)